# Frank Hereford

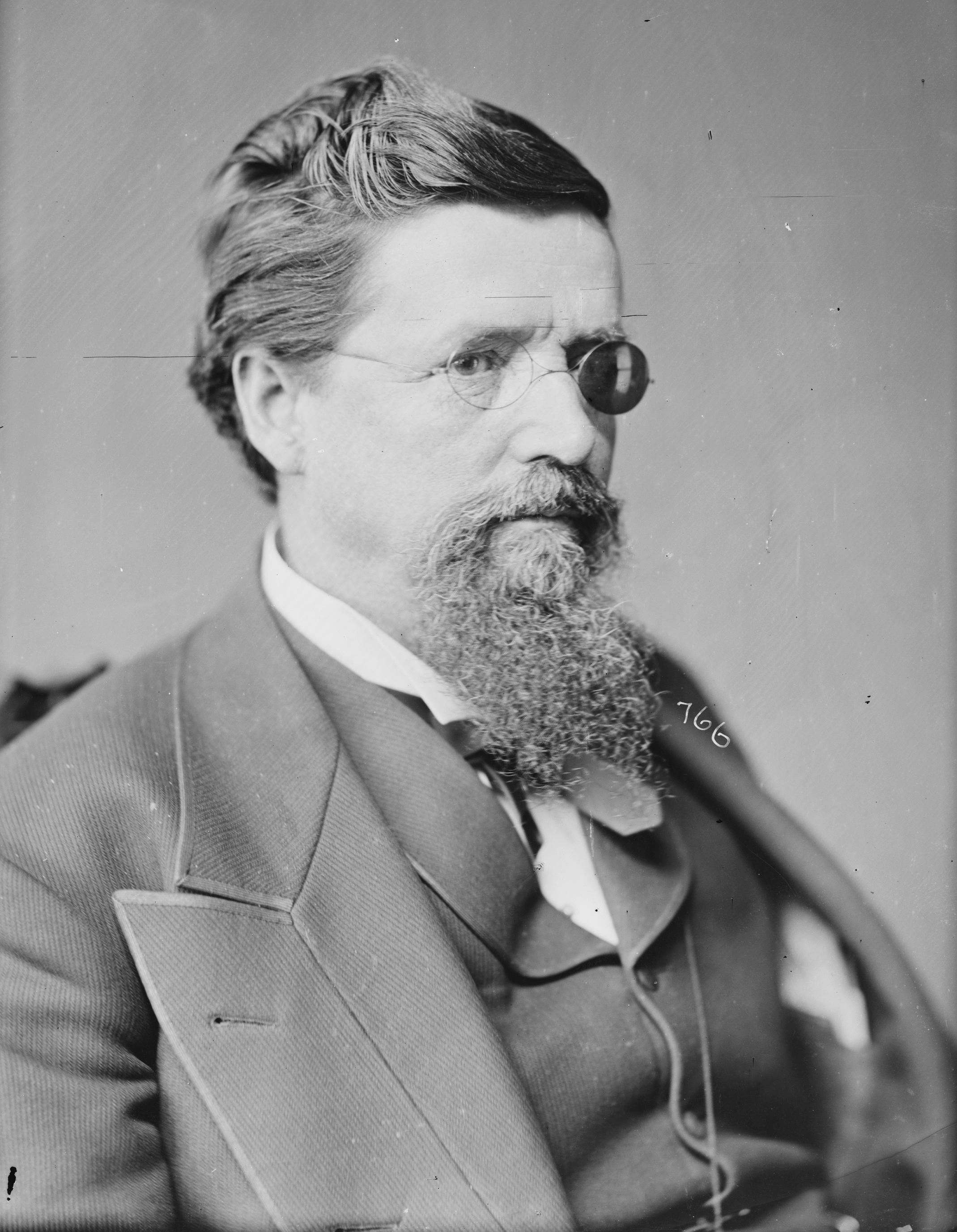
Frank Hereford

Frank Hereford (* 4. Juli 1825 bei Warrenton, Fauquier County, Virginia; † 21. Dezember 1891 in Union, West Virginia) war ein US-amerikanischer Politiker (Demokratische Partei), der den Bundesstaat West Virginia in beiden Kammern des US-Kongresses vertrat.
Nach der Besuch der Vorbereitungsschule für das Studium graduierte Frank Hereford 1845 an der McKendree University in Lebanon (Illinois). Er studierte die Rechte, wurde in die Anwaltskammer aufgenommen und begann als Jurist zu praktizieren. 1849 zog er nach Kalifornien, wo er von 1855 bis 1857 als Bezirksstaatsanwalt im Sacramento County tätig war.
Nach einem weiteren Umzug nach West Virginia begann Hereford seine politische Laufbahn. Er wurde 1870 ins US-Repräsentantenhaus gewählt, wo er vom 4. März 1871 bis zum 31. Januar 1877 den dritten Kongressdistrikt seines Staates vertrat. Er fungierte unter anderem als Vorsitzender des Handelsausschusses.
Am 26. Januar 1877 wurde er als Nachfolger des verstorbenen Allen T. Caperton zum Vertreter West Virginias im US-Senat gewählt; den vakanten Platz hatte zuvor Samuel Price kommissarisch besetzt. Hereford verblieb bis zum 3. März 1881 im Senat und war während dieser Zeit Vorsitzender des Bergbauausschusses. Danach arbeitete er wieder als Jurist und starb 1891.